# امشر
امشر رودی است که از منطقه رور سرچشمه می‌گیرد و به راین می‌ریزد. این رود از کشور آلمان می‌گذرد.